# Puig Roig (Torroella de Montgrí)
El Puig Roig és una muntanya de 258,6 metres al municipi de Torroella de Montgrí, a la comarca catalana del Baix Empordà.